# Колоње
Колоње је насеље у Италији у округу Бреша, региону Ломбардија.
Према процени из 2011. у насељу је живело 7032 становника. Насеље се налази на надморској висини од 174 м.

## Становништво
Према резултатима пописа становништва 2011. у општини је живело 7.534 становника.
| 1951. | 1961. | 1971. | 1981. | 1991. | 2001. | 2011. |
| ----- | ----- | ----- | ----- | ----- | ----- | ----- |
| 3.786 | 4.078 | 4.550 | 5.094 | 5.683 | 6.492 | 7.534 |